# Beenox
Beenox是游戏开发商，成立于加拿大魁北克省魁北克市，由多米尼克·布朗在2000年成立。2005年5月25日，该工作室成为动视的全资子公司。